# Protoclepsis
Protoclepsis är ett släkte av ringmaskar. Protoclepsis ingår i familjen broskiglar.
Släktet innehåller bara arten Protoclepsis tesselata.